# Börje Holmgren
Börje Holmgren (ur. 23 sierpnia 1909 w Sztokholmie, zm. 1990), szwedzki curler.
Holmgren był kapitanem drużyny z Örebro Curlingklubb, która składała się wyłącznie z lekarzy. Nietypowo występował na pozycji otwierającego. Zdobył tytuł mistrza Szwecji w sezonie 1964/1965 i reprezentował kraj na Mistrzostwach Świata 1965. Szwedzi w turnieju rozgrywanym w szkockim Perth wygrali 3 mecze a przegrali 2 i zakwalifikowali się do półfinału. Tam wynikiem 5:14 ponownie lepsi okazali się zawodnicy ze Stanów Zjednoczonych (Bud Somerville). Przyznano wówczas pierwsze w historii medale dla Szwedów. W 1969 został mistrzem Szwecji w kategorii Oldlag.
Z wykształcenia był lekarzem pulmonologiem, studiował i do 1944 pracował w rodzinnym Sztokholmie, później przeniósł się do Örebro. W 1940 pobrał się z Ingrid Sandeborg, z którą miał czwórkę dzieci.

## Drużyna
|           | Czwarty        | Trzeci            | Drugi        | Otwierający    |
| --------- | -------------- | ----------------- | ------------ | -------------- |
| 1968/1969 | Börje Holmgren | Bengt Thermænieus | Sigurd Rydén | Harry Wikström |
| 1964/1965 | Tore Rydman    | Gunnar Kullendorf | Sigurd Rydén | Börje Holmgren |